# Bhadrakalpika-szútra

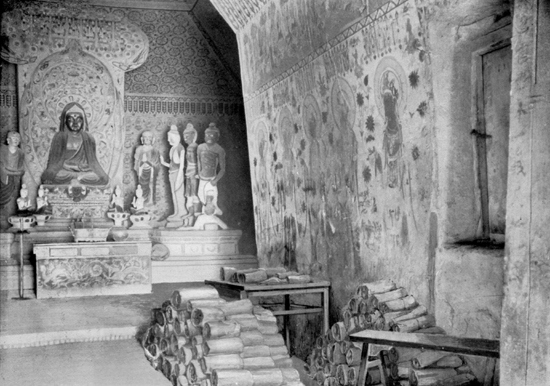
Stein Aurél számára feltornyozott kéziratok a tunhuangi 16-os barlangban, a 17-es barlang bejáratához közel, az ún. Barlangkönyvtárban, Mokao-barlangok, Kína

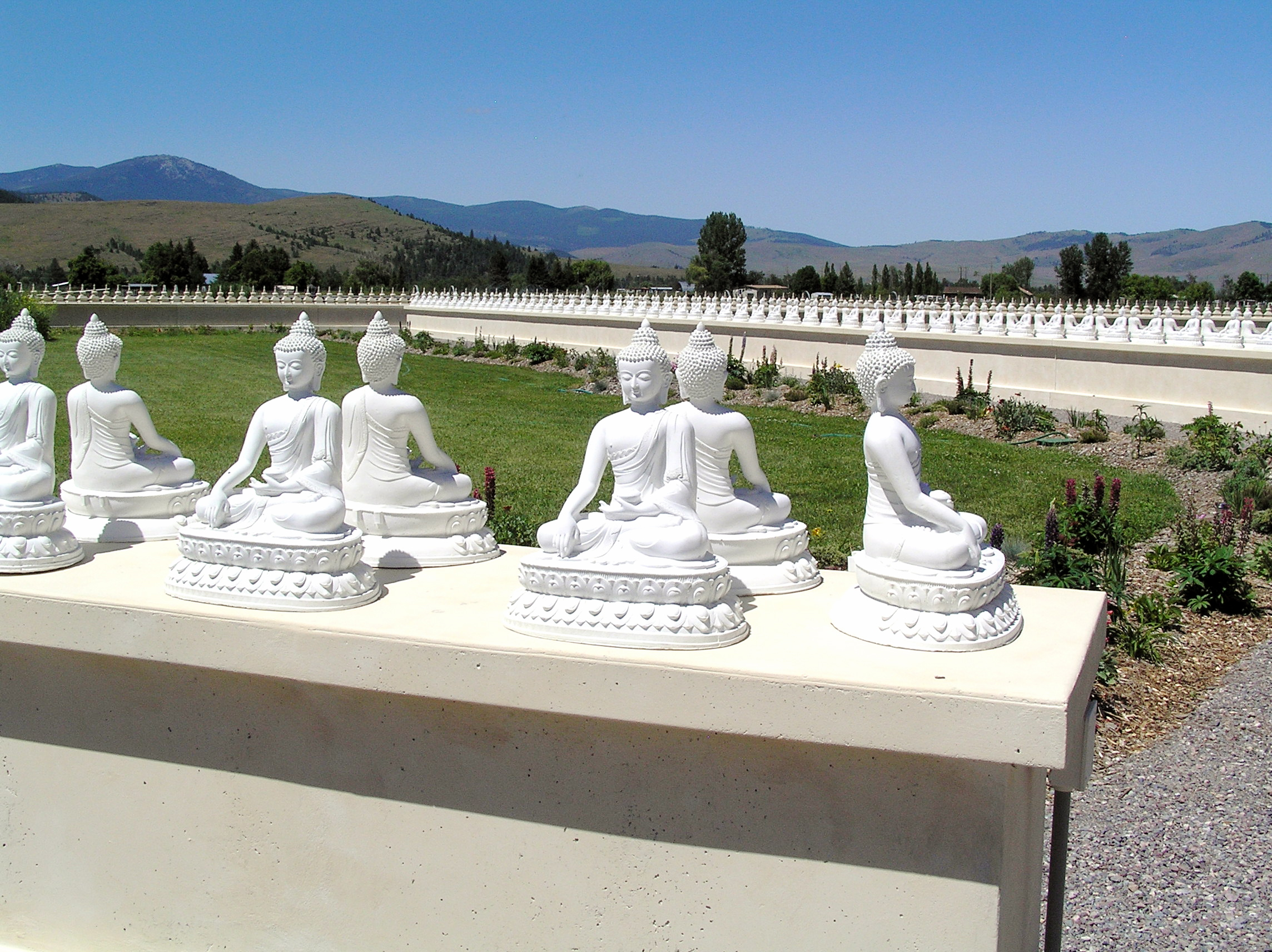
Az Ezer buddhák kertje, Arlee, Montana

Bhadrakalpika-szútra (szanszkrit, tibeti: བསྐལ་པ་བཟང་པོའི་མདོ, wylie: bskal pa bzang po’i mdo, jelentése: Szerencsés eon szútra) 24 fejezetes szútra a mahájána buddhista irányzatban, amely i. sz. 200-250 körül keletkezett, és állítólag Gautama Buddha Vaisáliban adott tanítását tartalmazza. A szútrában elhangzik a jelenlegi világkorszak 1002 buddhájának a neve.

## Az ezer buddha
Az 1002 (vagy 1004) név a következőkkel kezdődik:
- Krakuccsanda
- Kanakamuni
- Kásjapa
- Sákjamuni
- Maitréja

... és a következőkkel végződik...
- Harivaktra
- Csuda és
- Rocsa

A Bhadrakalpika-szútra szerepel a tibeti buddhista kánon nagyobbik részét képező Kandzsúr első kötetében. A tibeti nyelven felül a szútrának léteznek kínai, mongol és egyéb nyelvű fordításai, amelyekben a buddhák számai valamelyest eltértnek egymástól. Például a hotani változatban 1005 tathágata szerepel, jóllehet a több duplikáció miatt itt igazából csupán 998-at számoltak össze a kutatók.

## Fordításai
Az eredeti szanszkrit nyelvű szöveg nem maradt fenn, csupán fordításai léteznek. A szanszkrit nyelvű eredeti szöveget először tibeti nyelvre fordította le Vidjákaraszimha és Bande Paljang. A tunhuangi Dharmaraksa fordította le a szútrát kínai nyelvre az i. sz. 3-4. században. Tunhuang városa közelében több helyszín is fennmaradt, amelyek az Ezer buddha-barlangok nevet kapták.
Angol nyelvű fordítását 1986-ban adták ki.